# Викторина Капитонова
Викторина Валериевна Капитонова (на руски: Викторина Валерьевна Капитонова) е руска балерина, прима балерина на Бостънския балет в САЩ.

## Биография
Родена е на 30 юни 1985 г. в град Чебоксари, Чувашка АССР, СССР. Започва да учи балет на деветгодишна възраст в местното училище. 
На 12-годишна възраст е приета в Казанското балетно училище. През 2005 г. в операта „Джалилджа“ тя танцува солови роли в „Лебедово езеро“, „Спящата красавица“, „Дон Кихот“, „Баядерка“, „Копелия“ и „Лешникотрошачката“. Капитонова печели наградата на конкурсите „Млад балет на Русия“ и „Арабеск“. Като част от обучителна програма е поканена да тренира в московския Болшой балет.
През сезон 2008/09 тя се премества в Московския академичен музикален театър „Станиславски и Немирович-Данченко“ в Москва, преди да приеме предложението на Хайнц Шпьорли да танцува в Цюрихския балет като главна танциорка. Две седмици тя е гост-танцьор в Загребската опера, в главната роля на „Лебедово езеро“. Под ръководството на швейцарския хореограф и артистичен директор Хайнц Шпьорли тя танцува съвременни хореографии и главни роли от класически балети, кулминирайки в Одил/Одета на Шпьорли в неговата версия на „Лебедово езеро“. През 2012 г. тя танцува на Прощалната гала на Шпьорли, която обикаля Швейцария.
Викторина Капитонова работи с хореографи като: Алексей Ратмански, Дерек Дийн, Патрис Барт, Начо Дуато, Дъглас Лий, Уейн Макгрегър, Едуард Клъг, Ханс ван Манен, Мариус Петипа, Юрий Григорович, Джордж Баланчин, Матс Ек, Уилям Форсайт, Пол Лайтфут и Иржи Килиан.
През 2014 г. директорът на Цюрихския балет – Кристиан Спук, създава нов пълнометражен балет на Лев Толстой „Ана Каренина“ за Капитонова, която е отличена с избора на критиката за „Изключително представяне на изпълнителка“ в списание Dance Europe през октомври 2015 г. Анна Каренина също е отличена с награда на критиката за „Най-добра премиера“.
През 2015 г. Капитонова танцува главната роля в „Жизел“ за първи път с международните гост-звезди Роберто Боле и Фридеман Фогел, от които получава положителни отзиви от публиката и критиката. На 3 март 2016 г. тя открива представление на фестивала Mini-Giselle в държавния балет на Берлин, в което взимат участие Полина Семьонова, Мария Айхвалд и Яна Саленко. На 6 февруари 2016 г. Капитонова танцува Одил Одета на световната премиера на реконструкцията на Алексей Ратмански по оригиналната хореография на „Лебедово езеро“ на Петипа/Иванов, следваща записките на Степанов, съхранявани в Харвардския университет. Получава признание от критиците за изпълненията си.
Викторина Капитонова печели наградата „Балетните приятели на Цюрих“ за най-добра балерина за сезон 2014/15 за своето сценично присъствие, техника и въздействие на сцената. В интервю за SRF тя обещава да даде 3000 швейцарски франка на семейството си в Русия.
През 2018 г. тя се присъединява към Бостънския балет като главен балетист. Капитонова често участва като гост-изпълнител в международни балетни гали като „Роберто Боле и приятели“ и международната танцова гала „Марика Безобразова“. През лятото на 2015 г. тя участва в галата „Елиза и приятели“ на Елиза Карильо Кабрера в Мексико с други международни танцови звезди.